# Gy-les-Nonains
Gy-les-Nonains – miejscowość i gmina we Francji, w Regionie Centralnym, w departamencie Loiret.
Według danych na rok 1990 gminę zamieszkiwało 565 osób, a gęstość zaludnienia wynosiła 28 osób/km² (wśród 1842 gmin Centre, Gy-les-Nonains plasuje się na 630. miejscu pod względem liczby ludności, natomiast pod względem powierzchni na miejscu 654.).